# Prix Lina Mangiacapre
Prix Lina Mangiacapre (Prix Elvira Notari) est un prix décerné par le collectif féministe Le Nemesiache de 1987 à 2017. Il récompense un film de la Mostra de Venise dans lequel la protagoniste est actrice de son histoire.

## Description
Le prix Elvira Notari est proposé par Lina Mangiacapre en 1987, en hommage à la réalisatrice napolitaine et pionnière du cinéma féministe. Dans ses film, les femmes sont actrices de leur histoire et se projettent dans l'avenir.
Le prix est attribué à chaque édition du Festival international du film tde Venise. Il récompense un film qui met en valeur des femmes protagonistes. Le jury est composé de journalistes et de critiques de cinéma. C'est un jury à parité : les femmes sont 50%. Le prix se compose d'une sculpture de Teresa Mangiacapre, lors d'une cérémonie à Naples.
En 2002, il est suspendu en raison de la mort de Lina Mangiacapre. Le collectif décide de renommer le prix. Il devient le prix Lina Mangiacapre.
À partir de 2010, le prix est remis à Naples lors d'une projection publique.
En 2014, le prix n'est pas attribué. Aucun film présenté à la Mostra ne répond aux critères du prix.
En 2018, Teresa Mangiacapre décède en mai. Le conseil d'administration de Nemesiache décide de dissoudre l'association en juillet 2018.

## Prix Lina Mangiacapre
- 2003 : Lost in translation de Sofia Coppola
- 2004 : The 3 rooms of Melancholia de Pirjo Honkasalo
- 2005 : The secret life of words (La vida secreta de las palabras) de Isabel Coixet
- 2006 :
- 2007 : La Petite fille de la terre noire (Geomen tangyi sonyeo oi) de Jeon Soo-il
- 2008 :
- 2009 : Scheherazade, Tell Me a Story (Ehky ya Scheherazade) de Yousry Nasrallah
- 2010 : Attenberg de Athiná-Rachél Tsangári
- 2011 : La Petite Venise (Io sono Li) de Andrea Segre
- 2012 : Queen of Montreuil de Sólveig Anspach[6]
- 2013 : Palerme, Via Castellana Bandiera de Emma Dante[7]
- 2014 : non attribué
- 2015 : Heart of dog de Laurie Anderson[8]
- 2016 : Invisible (Invisibili) de Edoardo de Angelis[9]

- 2017 : Les bienheureux (The Blessed) de Sofia Djama[10]